# K League 2010
La K League 2010 fue la 28.ª temporada de la K League. Contó con la participación de quince equipos. El torneo comenzó el 27 de febrero y terminó el 5 de diciembre de 2010.
El campeón fue FC Seoul, por lo que clasificó a la Liga de Campeones de la AFC 2011. Por otra parte, salió subcampeón Jeju United, quien también ganó su derecho a disputar el máximo torneo continental. Los otros cupos para la Liga de Campeones asiática fueron para Jeonbuk Hyundai Motors y Suwon Samsung Bluewings.

## Reglamento de juego
El torneo se disputó en un formato de todos contra todos a ida y vuelta, de manera tal que cada equipo debió jugar un partido de local y uno de visitante contra sus otros catorce contrincantes y quedar libre en dos fechas. Una victoria se puntuaba con tres unidades, mientras que el empate valía un punto y la derrota, ninguno.
Para desempatar se utilizaron los siguientes criterios:
1. Puntos
2. Diferencia de goles
3. Goles anotados
4. Resultados entre los equipos en cuestión

Los seis mejores equipos de la tabla de posiciones clasificaron a los play-off por el campeonato, que se decidieron de esta manera:
1. En la primera ronda jugaron el tercero contra el sexto por un lado y el cuarto contra el quinto por el otro; el mejor clasificado en la temporada fue local. En caso de que el marcador siguiera igualado al término del tiempo reglamentario, se jugaría una prórroga. En caso de que prosiguiera la paridad en el resultado, se ejecutaría una tanda de penales.
2. En la segunda ronda, se cruzaron los ganadores de los encuentros de la fase anterior. Se aplicaron las mismas reglas que en la primera ronda.
3. En las semifinales se enfrentaron el vencedor de la ronda anterior ante el segundo de la tabla general, en donde este último fue local. Se aplicaron las mismas reglas que en las dos fases anteriores.
4. En la final se cruzaron el ganador de las semifinales frente al mejor de la tabla de posiciones, pero aquí se definiría en dos partidos. Si el marcador global siguiera igualado al término del tiempo reglamentario de la vuelta, se disputaría una prórroga. Finalmente, en caso de que prosiguiera la paridad en el resultado, se ejecutaría una tanda de penales.

## Tabla de posiciones
| Pos. | Equipo                  | Pts. | PJ | G  | E  | P  | GF | GC | Dif. | Clasificación                                                                   |
| ---- | ----------------------- | ---- | -- | -- | -- | -- | -- | -- | ---- | ------------------------------------------------------------------------------- |
| 1    | FC Seoul (C)            | 62   | 28 | 20 | 2  | 6  | 58 | 26 | +32  | Final del play-off por el campeonato y Liga de Campeones de la AFC 2011         |
| 2    | Jeju United             | 59   | 28 | 17 | 8  | 3  | 54 | 25 | +29  | Semifinales del play-off por el campeonato y Liga de Campeones de la AFC 2011   |
| 3    | Jeonbuk Hyundai Motors  | 51   | 28 | 15 | 6  | 7  | 54 | 36 | +18  | Primera ronda del play-off por el campeonato y Liga de Campeones de la AFC 2011 |
| 4    | Ulsan Hyundai           | 50   | 28 | 15 | 5  | 8  | 47 | 30 | +17  | Primera ronda del play-off por el campeonato                                    |
| 5    | Seongnam Ilhwa Chunma   | 48   | 28 | 13 | 9  | 6  | 46 | 26 | +20  | Primera ronda del play-off por el campeonato                                    |
| 6    | Gyeongnam FC            | 48   | 28 | 13 | 9  | 6  | 41 | 32 | +9   | Primera ronda del play-off por el campeonato                                    |
| 7    | Suwon Samsung Bluewings | 41   | 28 | 12 | 5  | 11 | 39 | 44 | −5   | Liga de Campeones de la AFC 2011                                                |
| 8    | Busan I'Park            | 33   | 28 | 8  | 9  | 11 | 36 | 37 | −1   |                                                                                 |
| 9    | Pohang Steelers         | 33   | 28 | 8  | 9  | 11 | 39 | 48 | −9   |                                                                                 |
| 10   | Chunnam Dragons         | 32   | 28 | 8  | 8  | 12 | 40 | 49 | −9   |                                                                                 |
| 11   | Incheon United          | 31   | 28 | 8  | 7  | 13 | 42 | 51 | −9   |                                                                                 |
| 12   | Gangwon FC              | 30   | 28 | 8  | 6  | 14 | 36 | 50 | −14  |                                                                                 |
| 13   | Daejeon Citizen         | 22   | 28 | 5  | 7  | 16 | 27 | 50 | −23  |                                                                                 |
| 14   | Gwangju Sangmu          | 19   | 28 | 3  | 10 | 15 | 17 | 43 | −26  |                                                                                 |
| 15   | Daegu FC                | 19   | 28 | 5  | 4  | 19 | 28 | 57 | −29  |                                                                                 |

 Fuente: South Korea 2010
Notas:
1. ↑  Suwon Samsung Bluewings se clasificó para la Liga de Campeones de la AFC 2011 al ganar la Copa FA de Corea 2010.

## Play-off por el campeonato

### Cuadro de desarrollo
|  | Primera ronda        | Primera ronda          | Primera ronda        |                        |   | Segunda ronda          | Segunda ronda   | Segunda ronda   |   |  | Semifinales     | Semifinales     | Semifinales     |   |   | Final              | Final              | Final              | Final              |  |
|  | 20 y 21 de noviembre | 20 y 21 de noviembre   | 20 y 21 de noviembre |                        |   | 24 de noviembre        | 24 de noviembre | 24 de noviembre |   |  | 28 de noviembre | 28 de noviembre | 28 de noviembre |   |   | 1 y 5 de diciembre | 1 y 5 de diciembre | 1 y 5 de diciembre | 1 y 5 de diciembre |  |
|  |                      |                        |                      |                        |   |                        |                 |                 |   |  |                 |                 |                 |   |   |                    |                    |                    |                    |  |
|  |                      |                        |                      |                        |   |                        |                 |                 |   |  |                 |                 |                 |   |   |                    |                    |                    |                    |  |
|  |                      |                        |                      |                        |   |                        |                 |                 |   |  |                 |                 |                 |   |   |                    |                    |                    |                    |  |
|  |                      |                        |                      |                        |   |                        |                 |                 |   |  |                 |                 |                 |   |   |                    |                    |                    |                    |  |
|  |                      |                        |                      |                        |   |                        |                 |                 |   |  |                 |                 |                 |   |   |                    |                    |                    |                    |  |
|  |                      |                        |                      |                        |   |                        |                 |                 |   |  |                 |                 |                 |   |   |                    |                    |                    |                    |  |
|  |                      |                        |                      |                        |   |                        |                 |                 |   |  |                 |                 |                 |   |   |                    |                    |                    |                    |  |
|  |                      |                        |                      |                        |   |                        |                 |                 |   |  |                 |                 |                 |   |   |                    |                    |                    |                    |  |
|  |                      |                        |                      |                        |   |                        |                 |                 |   |  |                 |                 |                 |   |   |                    |                    |                    |                    |  |
|  |                      |                        |                      |                        |   |                        |                 |                 |   |  |                 |                 |                 |   |   |                    |                    |                    |                    |  |
|  |                      |                        |                      |                        |   |                        |                 |                 |   |  |                 |                 |                 |   |   |                    |                    |                    |                    |  |
|  |                      |                        |                      |                        |   |                        |                 |                 |   |  |                 |                 |                 |   |   |                    |                    |                    |                    |  |
|  |                      |                        |                      |                        |   |                        |                 |                 |   |  |                 |                 |                 |   |   |                    |                    |                    |                    |  |
|  |                      |                        |                      |                        |   |                        |                 |                 |   |  |                 |                 |                 |   |   |                    |                    |                    |                    |  |
|  |                      |                        |                      |                        |   |                        |                 |                 |   |  |                 |                 |                 |   |   |                    |                    |                    |                    |  |
|  |                      |                        |                      |                        |   |                        |                 |                 |   |  |                 |                 |                 |   |   |                    |                    |                    |                    |  |
|  |                      |                        |                      |                        |   |                        |                 |                 |   |  |                 |                 |                 |   |   |                    |                    |                    |                    |  |
|  |                      |                        |                      |                        |   |                        |                 |                 |   |  |                 |                 |                 |   |   |                    |                    |                    |                    |  |
|  |                      |                        |                      |                        |   |                        |                 |                 |   |  |                 |                 |                 |   |   |                    |                    |                    |                    |  |
|  |                      |                        |                      |                        |   |                        |                 |                 |   |  |                 |                 |                 |   |   |                    |                    |                    |                    |  |
|  |                      |                        |                      |                        |   |                        |                 |                 |   |  |                 |                 |                 |   |   |                    |                    |                    |                    |  |
|  |                      |                        |                      |                        |   |                        |                 |                 |   |  |                 |                 |                 |   |   |                    |                    |                    |                    |  |
|  |                      |                        |                      |                        |   |                        |                 |                 |   |  |                 |                 |                 |   |   |                    |                    |                    |                    |  |
|  |                      |                        |                      |                        |   |                        |                 |                 |   |  |                 | 1               | FC Seoul        | 2 | 2 |                    |                    |                    |                    |  |
|  |                      |                        |                      |                        |   |                        |                 |                 |   |  |                 |                 |                 | 2 | 2 |                    |                    |                    |                    |  |
|  |                      |                        | 2                    | Jeju United            | 2 | 1                      |                 |                 |   |  |                 |                 |                 |   |   |                    |                    |                    |                    |  |
|  |                      |                        | 2                    | Jeju United            | 2 | 1                      |                 |                 |   |  |                 |                 |                 |   |   |                    |                    |                    |                    |  |
|  |                      |                        |                      |                        |   |                        |                 |                 |   |  |                 |                 |                 |   |   |                    |                    |                    |                    |  |
|  |                      |                        |                      |                        |   |                        |                 |                 |   |  |                 |                 |                 |   |   |                    |                    |                    |                    |  |
|  |                      |                        |                      |                        |   |                        |                 |                 |   |  |                 |                 |                 |   |   |                    |                    |                    |                    |  |
|  |                      |                        |                      |                        |   |                        |                 |                 |   |  |                 |                 |                 |   |   |                    |                    |                    |                    |  |
|  |                      |                        |                      |                        |   |                        |                 |                 |   |  |                 |                 |                 |   |   |                    |                    |                    |                    |  |
|  |                      |                        |                      |                        |   |                        |                 |                 |   |  |                 |                 |                 |   |   |                    |                    |                    |                    |  |
|  |                      |                        |                      |                        |   |                        |                 |                 |   |  |                 |                 |                 |   |   |                    |                    |                    |                    |  |
|  |                      |                        |                      |                        |   |                        |                 |                 |   |  |                 |                 |                 |   |   |                    |                    |                    |                    |  |
|  |                      |                        |                      |                        |   |                        | 2               | Jeju United     | 1 |  |                 |                 |                 |   |   |                    |                    |                    |                    |  |
|  |                      |                        |                      |                        |   |                        |                 |                 | 1 |  |                 |                 |                 |   |   |                    |                    |                    |                    |  |
|  |                      |                        | 3                    | Jeonbuk Hyundai Motors | 0 |                        |                 |                 |   |  |                 |                 |                 |   |   |                    |                    |                    |                    |  |
|  | 3                    | Jeonbuk Hyundai Motors | 3                    | Jeonbuk Hyundai Motors | 0 | 2                      |                 |                 |   |  |                 |                 |                 |   |   |                    |                    |                    |                    |  |
|  | 3                    | Jeonbuk Hyundai Motors |                      |                        |   |                        |                 |                 |   |  |                 |                 |                 |   |   |                    |                    |                    |                    |  |
|  | 6                    | Gyeongnam FC           | 0                    |                        |   |                        |                 |                 |   |  |                 |                 |                 |   |   |                    |                    |                    |                    |  |
|  | 6                    | Gyeongnam FC           | 0                    |                        | 3 | Jeonbuk Hyundai Motors | 1               |                 |   |  |                 |                 |                 |   |   |                    |                    |                    |                    |  |
|  |                      |                        |                      |                        | 3 | Jeonbuk Hyundai Motors | 1               |                 |   |  |                 |                 |                 |   |   |                    |                    |                    |                    |  |
|  |                      |                        | 5                    | Seongnam Ilhwa Chunma  | 0 |                        |                 |                 |   |  |                 |                 |                 |   |   |                    |                    |                    |                    |  |
|  | 4                    | Ulsan Hyundai          | 5                    | Seongnam Ilhwa Chunma  | 0 | 1                      |                 |                 |   |  |                 |                 |                 |   |   |                    |                    |                    |                    |  |
|  | 4                    | Ulsan Hyundai          |                      |                        |   |                        |                 |                 |   |  |                 |                 |                 |   |   |                    |                    |                    |                    |  |
|  | 5                    | Seongnam Ilhwa Chunma  | 3                    |                        |   |                        |                 |                 |   |  |                 |                 |                 |   |   |                    |                    |                    |                    |  |
|  | 5                    | Seongnam Ilhwa Chunma  | 3                    |                        |   |                        |                 |                 |   |  |                 |                 |                 |   |   |                    |                    |                    |                    |  |
|  |                      |                        |                      |                        |   |                        |                 |                 |   |  |                 |                 |                 |   |   |                    |                    |                    |                    |  |

### Primera ronda
| 20 de noviembre de 2010, 15:00 | Jeonbuk Hyundai Motors    | 2:0 (1:0) | Gyeongnam FC | Estadio Mundialista, Jeonju                               |                                                           |
|                                | S.H. Cho 10' · Eninho 70' | Reporte   |              | Asistencia: 18.525 espectadores Árbitro(s): Lee Jong-gook | Asistencia: 18.525 espectadores Árbitro(s): Lee Jong-gook |

| 21 de noviembre de 2010, 15:00 | Ulsan Hyundai | 1:3 (1:1) | Seongnam Ilhwa Chunma                             | Estadio de Fútbol Munsu, Ulsan                         |                                                        |
|                                | C.H. Ko 23'   | Reporte   | Ognenovski 27' (pen.) · Radončić 66' · Molina 71' | Asistencia: 25.090 espectadores Árbitro(s): Lee Sam-ho | Asistencia: 25.090 espectadores Árbitro(s): Lee Sam-ho |

### Segunda ronda
| 24 de noviembre de 2010, 19:00 | Jeonbuk Hyundai Motors | 1:0 (1:0) | Seongnam Ilhwa Chunma | Estadio Mundialista, Jeonju                                 |                                                             |
|                                | S.H. Cho 22'           | Reporte   |                       | Asistencia: 7.976 espectadores Árbitro(s): Choi Myoung-yong | Asistencia: 7.976 espectadores Árbitro(s): Choi Myoung-yong |

### Semifinales
| 28 de noviembre de 2010, 14:00 | Jeju United     | 1:0 (0:0) | Jeonbuk Hyundai Motors | Estadio Mundialista de Jeju, Seogwipo                    |                                                          |
|                                | Danilo Neco 75' | Reporte   |                        | Asistencia: 7.532 espectadores Árbitro(s): Choi Kwang-bo | Asistencia: 7.532 espectadores Árbitro(s): Choi Kwang-bo |

### Final
| Ida; 1 de diciembre de 2010, 19:00 | Jeju United               | 2:2 (1:0) | FC Seoul                        | Estadio Mundialista de Jeju, Seogwipo                     |                                                           |
|                                    | K.J. Bae 26' · Santos 51' | Reporte   | Damjanović 58' · C.W. Kim 90+2' | Asistencia: 18.528 espectadores Árbitro(s): Lee Sang-yong | Asistencia: 18.528 espectadores Árbitro(s): Lee Sang-yong |

| Vuelta; 5 de diciembre de 2010, 14:00 | FC Seoul                           | 2:1 (1:1) | Jeju United | Estadio Mundialista, Seúl                                 |                                                           |
|                                       | J.G. Jung 27' (pen.) · Adilson 72' | Reporte   | Santos 25'  | Asistencia: 56.759 espectadores Árbitro(s): Choi Kwang-bo | Asistencia: 56.759 espectadores Árbitro(s): Choi Kwang-bo |

## Campeón
|                             |
|                             |
| Campeón FC Seoul 4.º título |